# Съезд народных депутатов России

Блоки и фракции Съезда народных депутатов РФ, март 1993 г (в скобках указано количество депутатов, входивших во фракцию):
Блок «Российское единство»
Аграрный союз России (130)
Коммунисты России (67)
Россия (43)
Отчизна (51)
Блок «Созидательные силы»
Промышленный союз (52)
Рабочий союз России — реформы без шока (53)
Смена — новая политика (53)
Блок «Демократический центр»
Суверенитет и равенство (50)
Свободная Россия (55)
Левый центр — Сотрудничество (62)
Блок «Коалиция реформ»
Демократическая Россия (49)
Радикальные демократы (50)
Вне блоков
Родина (57)
Согласие ради прогресса (54)

Съезд народных депутатов Российской Федерации (до 16 мая 1992 года — Съезд народных депутатов РСФСР) — высший орган государственной власти РСФСР и Российской Федерации в 1990—1993 гг.
Был учреждён в соответствии с поправками к Конституции РСФСР, принятыми Верховным Советом РСФСР 29 октября 1989 года. Избирался на основе всеобщего, равного и прямого избирательного права при тайном голосовании сроком на 5 лет.
Первый и единственный состав народных депутатов РФ был избран 4 и 18 марта 1990 года, созван на I съезд 16 мая того же года. После начала работы Съезда народных депутатов Верховный Совет РСФСР сложил свои полномочия как высший орган власти и в дальнейшем стал органом Съезда народных депутатов — постоянно действующим законодательным, распорядительным и контрольным органом государственной власти (постоянно действующим парламентом).
Указом президента РФ Б. Н. Ельцина № 1400 «О поэтапной конституционной реформе в Российской Федерации» от 21 сентября 1993 года деятельность Съезда народных депутатов РФ и Верховного Совета РФ была прекращена. Не подчинившись указу, Верховный Совет принял постановления о прекращении полномочий президента Ельцина «в связи с грубейшим нарушением … Конституции …, выразившимся в издании им Указа … № 1400 „О поэтапной конституционной реформе в Российской Федерации“, приостанавливающего деятельность законно избранных органов государственной власти», и об исполнении этих полномочий вице-президентом Руцким. Конституционный суд Российской Федерации признал указ № 1400 и действия президента Ельцина неконституционными и достаточными для отстранения его от должности. Верховный Совет также принял постановление о незамедлительном созыве X чрезвычайного (внеочередного) Съезда народных депутатов с повесткой дня «О политическом положении в Российской Федерации в связи с совершённым государственным переворотом»[значимость факта в преамбуле].
23 сентября созванный Съезд утвердил постановления Верховного Совета о прекращении президентских полномочий Ельцина и переходе их, согласно Конституции, к вице-президенту Руцкому, а действия Ельцина были квалифицированы как попытка государственного переворота.
4 октября 1993 года после двухнедельного противостояния в центре Москвы Съезд и Верховный Совет были разогнаны войсками с применением оружия и бронетехники.
Съезд народных депутатов Российской Федерации был окончательно упразднён в связи с принятием 12 декабря 1993 года новой Конституции Российской Федерации, которая также упразднила Верховный Совет Российской Федерации, заменив эти органы Федеральным собранием Российской Федерации.

## Полномочия Съезда
К исключительному ведению Съезда народных депутатов РСФСР относилось:
- принятие Конституции Российской Федерации, внесение в неё изменений и дополнений;
- определение внутренней и внешней политики;
- ратификация и денонсация международных договоров, влекущих изменения и дополнения Конституции;
- принятие решения по вопросам национально-государственного устройства,;
- определение порядка решения вопросов административно-территориального устройства;
- решение вопросов об изменении границ РСФСР;
- утверждение перспективных государственных планов и важнейших республиканских программ экономического и социального развития;
- формирование Верховного Совета;
- избрание председателя Верховного Совета;
- избрание первого заместителя и трёх заместителей председателя Верховного Совета;
- утверждение председателя Совета министров;
- утверждение Генерального прокурора, председателя Верховного суда, председателя Высшего арбитражного суда;
- избрание Конституционного суда;
- принятие решения об отрешении от должности Президента ;
- отмена актов, принятых Верховным Советом, а также указов и распоряжений Президента.

Съезд народных депутатов РСФСР принимал решение о проведении всенародного голосования (референдума).
Заседания Съезда народных депутатов, как правило, вёл председатель Верховного Совета. Деятельность Съезда регулировал временный регламент, постоянный отсутствовал.
Согласно Конституции, заседания Съезда должны были проводиться ежегодно, но фактически проводились 2—3 раза в год. Всего состоялось 10 съездов (I—II — 1990, III—V — 1991, VI—VII — 1992, VIII—X — 1993).

## Порядок формирования Съезда народных депутатов
См. также: Список народных депутатов России
См. также: Категория:Народные депутаты России
Всего на съезд избирались 1068 народных депутатов РСФСР:
- 900 — по территориальным округам: пропорционально численности населения;
- 168 — по национально-территориальным округам: по 4 от 16 автономных республик (64), по 2 от 5 автономных областей (10), по 1 от 10 автономных округов (10), 84 от краёв, областей, городов Москвы и Ленинграда (с 1991 г. — Санкт-Петербург)[5].

К началу работы I Съезда были избраны 1059 депутатов. Число депутатов к 21 сентября 1993 года — 1037, к 4 октября 1993 года — 938.

## История
- 1989 год

Структура органов власти в РСФСР после августа 1991

  - 29 октября — Верховным Советом РСФСР приняты поправки к Конституции РСФСР, которыми был учреждён Съезд народных депутатов.
- 1990 год
  - 4 марта — выборы народных депутатов РСФСР (второй тур — 17-18 марта, повторные выборы в некоторых округах — апрель — май).
  - 16 мая — 22 июня — I Съезд народных депутатов РСФСР[5].
  - 29 мая — председателем Верховного Совета — высшим должностным лицом РСФСР избран лидер оппозиционной Межрегиональной депутатской группы в Верховном Совете СССР Б. Н. Ельцин.
  - 12 июня — Съезд принимает Декларацию о государственном суверенитете РСФСР. Начало «войны законов» между РСФСР и СССР.
  - 27 ноября — 15 декабря — II (внеочередной) Съезд народных депутатов РСФСР.
- 1991 год
  - 17 марта — на всероссийском референдуме принято решение о введении поста президента РСФСР, избираемого всенародным голосованием (за — 54 % от общего числа избирателей).
  - 28 марта — 5 апреля — III (внеочередной) Съезд народных депутатов РСФСР.
  - 21 — 25 мая — IV Съезд народных депутатов РСФСР.
  - 12 июня — первым президентом РСФСР на всенародных выборах избран Б. Н. Ельцин (57 % в первом туре). На выборы он шёл в паре с кандидатом в вице-президенты А. В. Руцким.
  - 10 июля — Ельцин вступил в должность президента.
  - 10 — 17 июля — V (внеочередной) съезд народных депутатов. По итогам шести туров выборов нового председателя Верховного Совета (основные кандидаты — С. Н. Бабурин, Р. И. Хасбулатов, С. М. Шахрай, В. П. Лукин) председатель не избран. Исполняющим обязанности председателя Верховного Совета становится первый заместитель председателя ВС Хасбулатов.
  - 19 — 21 августа — путч ГКЧП.
  - 28 октября — 2 ноября — V (внеочередной) съезд народных депутатов (2 этап).
  - 29 октября — председателем Верховного Совета избран Хасбулатов.
  - 1 ноября — Съезд предоставляет президенту Ельцину дополнительные полномочия сроком на 13 месяцев и позволяет ему лично возглавить правительство.
  - 12 декабря — Верховный Совет ратифицировал Беловежское соглашение о прекращении существования СССР.
  - 25 декабря — Верховный Совет принял закон о переименовании РСФСР в Российскую Федерацию (Россию).
- 1992 год
  - 6 — 21 апреля — VI Съезд народных депутатов РСФСР.
  - 1 — 14 декабря — VII Съезд народных депутатов Российской Федерации.
  - В ответ на отказ продлить дополнительные полномочия президента и утвердить назначение Е. Т. Гайдара председателем правительства президент Ельцин впервые угрожает Съезду всенародным референдумом по вопросу о доверии. В результате достигнутого при посредничестве председателя Конституционного суда компромисса Съезд назначает на 11 апреля 1993 года референдум по основным положениям новой Конституции и замораживает часть только что принятых поправок к Конституции, ограничивающих полномочия президента. Председателем правительства избирается В. С. Черномырдин. Начинается конституционный кризис, продлившийся до конца 1993 года.
- 1993 год
  - 10 — 13 марта — VIII (внеочередной) Съезд народных депутатов Российской Федерации. Съезд вводит в действие поправки к Конституции в полном объёме и отменяет референдум. Председатель ВС Руслан Хасбулатов характеризует декабрьский компромисс словами «бес попутал».
  - 20 марта — Ельцин объявляет о введении «особого порядка управления страной» и о назначении референдума о доверии себе, заявляя, что будет трактовать это как недоверие Съезду.
  - 26 — 29 марта — IX (внеочередной) Съезд народных депутатов Российской Федерации. Голосуя по вопросу об отрешении президента Ельцина от должности, съезд не набирает необходимого большинства в 2/3 голосов (за — 617 из 1033 голосов, 60 %). После этого съезд назначает референдум по 4 вопросам: о доверии президенту, его экономической политике, о досрочных выборах президента и народных депутатов.
  - 25 апреля — на референдуме по всем четырём вопросам подано больше голосов «за», чем «против», но менее половины от общего числа избирателей. Приняты решения о доверии президенту (59 %) и одобрении его экономической политики (53 %), требующие большинства от числа участников. Не приняты решения о досрочных выборах президента (32 %) и депутатов (43 %) требующие большинства от списочного состава.
  - 5 июня — начинает работу Конституционное совещание — орган, сформированный указом президента для выработки текста новой Конституции.
  - 18 сентября — созванные президентом руководители исполнительной и законодательной власти субъектов Федерации отказываются провозгласить себя Советом Федерации и присвоить себе полномочия верхней палаты нового парламента.
  - 21 сентября — президент Ельцин издаёт указ № 1400 «О поэтапной конституционной реформе в Российской Федерации»[6], предписывающий Съезду народных депутатов и Верховному Совету прекратить свою деятельность, утверждает «Положение о федеральных органах власти в переходный период» и назначает на 12 декабря выборы в учреждённый этим указом новый парламент — Федеральное Собрание. Президиум Верховного Совета констатирует автоматическое прекращение президентских полномочий Ельцина в связи с нарушением Конституции. Конституционный суд РФ в тот же день признаёт указ № 1400 противоречащим Конституции.
  - 22 сентября — Верховный Совет принимает постановление о прекращении полномочий президента Ельцина с момента издания указа № 1400[10] и переходе их к вице-президенту Руцкому[11], объявляет о созыве X чрезвычайного (внеочередного) Съезда народных депутатов[12].
  - 24 сентября Съезд народных депутатов, по достижении необходимого кворума, утверждает постановление Верховного Совета о прекращении президентских полномочий Бориса Ельцина и переходе их к вице-президенту Александру Руцкому[13], а действия Ельцина квалифицирует как государственный переворот[14]. Александр Руцкой принимает президентскую присягу. Съезд постановляет провести одновременные досрочные выборы президента и народных депутатов не позднее марта 1994 года, утверждает альтернативных министров обороны, безопасности и внутренних дел, превращается в штаб сопротивления. Подступы к Дому Советов России блокируются силами МВД.
  - 3 октября собравшиеся у здания демонстранты прорывают блокаду извне, после чего вооружённые сторонники Верховного Совета штурмуют здание московской мэрии на Новом Арбате и пытаются захватить телецентр «Останкино». Борис Ельцин подписывает указ о введении в Москве чрезвычайного положения[15].
  - 4 октября введённые в центр Москвы войска подвергают Дом Советов обстрелу из танковых орудий и штурмуют здание, что, в совокупности с несогласованностью действий войск[16], приводит к многочисленным жертвам. Руцкой, Хасбулатов и ряд других лидеров Верховного Совета задержаны и помещены в СИЗО «Лефортово» (см. События сентября — октября 1993 года в Москве.
  - Съезд народных депутатов был окончательно упразднён в связи с принятием 12 декабря новой Конституции Российской Федерации, которая также упразднила Верховный Совет, заменив эти органы Федеральным собранием Российской Федерации.

## Депутатские группы, фракции и блоки
На I съезде народных депутатов (май 1990 года) регистрации подлежали группы численностью не менее 50 депутатов (группы, созданные для защиты национальных интересов малочисленных народов, подлежали регистрации независимо от численности). К 25 мая зарегистрировались 24 депутатских группы численностью от 51 до 355 депутатов — в основном профессионального и регионального характера, при этом допускалось членство в нескольких группах. Наиболее многочисленными были блоки «Демократическая Россия» (около 300 депутатов) и «Коммунисты России» (355).
Принципиальное решение о создании системы фракций без двойного членства было принято IV съездом (май 1991 года). Фракция должна была состоять не менее чем из 50 депутатов, в блок должно было входить не менее трёх фракций.
К концу работы правительства Егора Гайдара (VII съезд, декабрь 1992 года) сложилась структура Съезда из блоков «Российское единство» (5 фракций), «Созидательные силы» (3), «Демократический центр» (4) и «Коалиция реформ» (2) и внеблоковой фракции «Родина».

### Коалиция реформ
- Демократическая Россия[5]
- Радикальные демократы[5]
- Объединенная фракция социал-демократов и республиканцев[5]

### Демократический центр
- Левый центр-сотрудничество[5]
- Свободная Россия (Коммунисты за демократию)[5]
- Суверенитет и равенство[5]
- Беспартийные депутаты[5]

### Вне блоков
- Родина (фракция СНД)[5]
- Согласие ради прогресса[5]

### Созидательные силы
- Промышленный союз[5]
- Рабочий союз — Реформы без шока[5]
- Смена — Новая политика[5]

### Российское единство
- Коммунисты России[5] (фракция образована 19 мая 1990 года; председатели фракции — Иван Кузьмич Полозков, 19.5.1990 — 6.7.1991; Иван Петрович Рыбкин, 6.7.1991 — 4.10.1993)
- Аграрный союз[5] (фракция образована 17 мая 1990 года; председатель фракции — Михаил Иванович Лапшин, 17.5.1990 — 4.10.1993)
- Россия[5]
- Отчизна[5]
- Российский союз[5] (фракция образована во время II съезда народных депутатов РСФСР, включала в себя членов Российского христианского демократического движения [РХДД], Конституционно-демократической партии (Партии народной свободы) [КДП (ПНС)] и Демократической партии России [ДПР]. Вплоть до распада фракции весной 1992 года её главным координатором был Михаил Георгиевич Астафьев).
- Гражданское общество[5]

## Съезды народных депутатов

### I Съезд народных депутатов РСФСР
16 мая — 22 июня 1990 года
Фракции
- Коммунисты России: в мае 1990 года — 355 депутатов, в июне 1990 года — 367 депутатов
- Продовольствие и здоровье: в мае 1990 года — 183 депутата, в июне 1990 года — 215 депутатов
- Демократическая Россия: 205 депутатов
- Рабоче-крестьянский союз: 72 депутата
- Беспартийные депутаты: 72 депутата
- Демократическая платформа в КПСС: 61 депутат
- Левый центр: 57 депутатов
- Радикальные демократы: 55 депутатов
- Смена: 50 депутатов

Группы
- Группа от автономных республик, автономных областей РСФСР: 142 депутата
- Группа «Центральная Россия»: 126 депутатов
- Группа по вопросам воспитания, образования и науки: 71 депутат
- Группа медицинских работников: 97 депутатов
- Группа Федерации независимых профсоюзов РСФСР: 89 депутатов
- Группа «Север»: 83 депутата
- Группа вооружённых сил, КГБ, офицеров запаса: 55 депутатов
- Группа «Экология»: 83 депутата
- Группа «Чернобыль»: 69 депутатов
- Группа правовых работников: 65 депутатов
- Уральская группа народных депутатов: 65 депутатов
- Московская группа народных депутатов: 64 депутата
- Группа «Дальний Восток и Забайкалье»: 62 депутатов
- Группа специалистов по экономике и управлению: 61 депутат
- Группа работников транспорта, связи и информатики: 51 депутат
- Группа по проблемам беженцев и защите прав российских соотечественников: 51 депутат
- Группа журналистов «Гласность»: 51 депутат
- Группа «За возвращение гражданства А. И. Солженицыну»: 53 депутата
- Группа «Демократическая автономия»: 23 депутата

29 мая 535 голосами при кворуме в 531 голос Б. Н. Ельцин был избран председателем Верховного Совета РСФСР. 12 июня была принята Декларация о государственном суверенитете РСФСР. 15 июня Ельцин как председатель Верховного Совета предложил три альтернативные кандидатуры на пост председателя Совета Министров: народный депутат СССР М. А. Бочаров; народный депутат, председатель Комитета Верховного Совета СССР по науке, образованию и культуре Ю. А. Рыжов; заместитель председателя Совета Министров СССР И. С. Силаев. В результате тайного голосования ни И. Силаев, ни М. Бочаров не набрали необходимого числа голосов. Ельцин решил не выдвигать других кандидатов, а поддержать Силаева, который набрал большинство голосов. 18 июня Съезд народных депутатов РСФСР утвердил кандидатуру Силаева.
Народный депутат, член Госдумы РФ первого созыва Артём Тарасов в своей книге «Миллионер» так описывал происходившее на съезде:

Первый съезд народных депутатов России, проходивший в Кремле, являл собой абсолютно неуправляемую массу разношёрстного народа. Депутаты стремились любой ценой попасть на трибуну, при этом выступающих вообще не слушали: все кричали, махали руками и выкрикивали прямо из зала какие то лозунги и призывы.

### II Съезд народных депутатов РСФСР (Внеочередной)
27 ноября — 15 декабря 1990 года
Фракции
- Продовольствие и здоровье: 216 депутатов
- Коммунисты России: 215 депутатов
- Демократический центр — Россия: 87 депутатов
- Демократическая Россия: 69 депутатов
- Рабочий союз России: 66 депутатов
- Беспартийные депутаты: 59 депутатов
- Левый центр: 57 депутатов
- Объединённая фракция РПРФ-СДПР: 54 депутата
- Радикальные демократы: 54 депутата
- Организаторы народного хозяйства: 52 депутата
- Российский союз: 52 депутата
- Смена: 51 депутат

Депутатские группы
- Группа от автономных республик и автономных областей РСФСР: 139 депутатов

Съезд принял поправки к Конституции РСФСР, в числе которых: придание конституционного статуса Декларации о государственном суверенитете, введение частной собственности в РСФСР, учреждение Конституционного суда (избран в 1991 году), деидеологизация статей Конституции о политических правах граждан.

### III Съезд народных депутатов РСФСР (Внеочередной)
28 марта — 5 апреля 1991 года
Фракции
- Коммунисты России: 216 депутатов
- Продовольствие и здоровье: 215 депутатов
- Демократическая Россия: 205 депутатов
- Организаторы народного хозяйства: 158 депутатов
- Коммунисты за демократию: 103 депутата
- Россия: 102 депутата
- Левый центр: 80 депутатов
- Рабочий союз России: 64 депутата
- Беспартийные депутаты: 61 депутат
- Радикальные демократы: 54 депутата
- Объединённая фракция РПРФ-СДПР: 52 депутата
- Российский союз: 51 депутат
- Смена: 51 депутат

Депутатские группы
- Группа от автономных республик и автономных областей РСФСР: 83 депутата

### IV Съезд народных депутатов РСФСР
21 — 25 мая 1991 года
Фракции
- Коммунисты России: 205 депутатов
- Продовольствие и здоровье: 205 депутатов
- Отчизна: 140 депутатов
- Коммунисты за демократию: 100 депутатов
- Россия: 96 депутатов
- Левый центр: 80 депутатов
- Демократическая Россия: 69 депутатов
- Организаторы народного хозяйства: 67 депутатов
- Рабочий союз России: 64 депутата
- Радикальные демократы: 55 депутатов
- Смена: 55 депутатов
- Беспартийные депутаты: 54 депутата
- Объединённая фракция РПРФ-СДПР: 53 депутата
- Российский союз: 52 депутата

Депутатские группы
- Группа от республик и автономных областей РСФСР: 143 депутата

Съезд принял поправки к Конституции РСФСР:
- учреждение поста президента РСФСР согласно итогам всероссийского референдума;
- переименование автономных советских социалистических республик в советские социалистические республики в составе РСФСР (это переименование не согласовывалось с 85-й статьёй Конституции СССР).

### V Съезд народных депутатов РСФСР (Внеочередной)
Съезд проходил в два этапа:
1 этап (10 — 17 июля 1991 года):
Фракции
- Коммунисты России: 198 депутатов
- Аграрный союз России: 113 депутатов
- Коммунисты за демократию: 96 депутатов
- Россия: 74 депутата
- Отчизна: 70 депутатов
- Демократическая Россия: 69 депутатов
- Промышленный союз: 67 депутатов
- Левый центр: 65 депутатов
- Рабочий союз России: 62 депутата
- Беспартийные депутаты: 55 депутата
- Радикальные демократы: 55 депутатов
- Объединённая фракция РПРФ-СДПР: 52 депутата
- Российский союз: 51 депутат
- Смена: 51 депутат

Депутатские группы
- Группа от республик и автономных областей РСФСР: 50 депутатов

2 этап (28 октября — 2 ноября):
Фракции
- Коммунисты России: 198 депутатов
- Объединённая фракция РПРФ-СДПР — Левый центр: 117 депутатов
- Аграрный союз России: 111 депутатов
- Свободная Россия: 96 депутатов
- Россия: 74 депутата
- Отчизна: 70 депутатов
- Демократическая Россия: 69 депутатов
- Промышленный союз: 67 депутатов
- Рабочий союз России: 62 депутата
- Беспартийные депутаты: 55 депутата
- Радикальные демократы: 55 депутатов
- Российский союз: 51 депутат
- Смена: 51 депутат

Депутатские группы
- Суверенитет и равенство: 50 депутатов

На первом этапе Съезд принял присягу президента РСФСР Б. Н. Ельцина и безуспешно попытался выбрать нового председателя Верховного Совета. Первый заместитель председателя Верховного Совета Р. И. Хасбулатов был назначен исполняющим обязанности председателя Верховного Совета.
Осенью Съезд избрал нового председателя Верховного Совета Р. И. Хасбулатова, внёс ряд изменений в Конституцию (в том числе установил трёхцветный государственный флаг РСФСР).
28 октября в программной речи Борис Ельцин огласил основные положения экономической программы Егора Гайдара. Она предполагала приватизацию, либерализацию цен, товарную интервенцию, конвертацию рубля. Провозглашая этот курс, Борис Ельцин заверил сограждан, что «хуже будет всем в течение примерно полугода». Затем последует «снижение цен, наполнение потребительского рынка товарами, а осенью 1992 года — стабилизация экономики, постепенное улучшение жизни людей».
Съезд предоставил президенту Ельцину дополнительные полномочия сроком на 13 месяцев и позволил ему лично возглавить правительство.

### VI Съезд народных депутатов РСФСР
6 — 21 апреля 1992 года
Фракции
- Аграрный союз России: 121 депутат
- Промышленный союз: 73 депутата
- Демократическая Россия: 72 депутата
- Объединённая фракция РПРФ-СДПР — Левый центр: 69 депутатов
- Свободная Россия: 66 депутатов
- Коммунисты России: 59 депутатов
- Отчизна: 54 депутата
- Россия: 54 депутата
- Смена — новая политика: 53 депутата
- Гражданское общество: 52 депутата
- Радикальные демократы: 48 депутатов
- Беспартийные депутаты: 43 депутата
- Рабочий союз России — реформы без шока: 41 депутат
- Российский союз: 19 депутатов

Депутатские группы
- Суверенитет и равенство: 56 депутатов

Съезд вынес неудовлетворительную оценку работе правительства Гайдара, предоставил дополнительные полномочия президенту Ельцину. Съезд отказался ратифицировать Беловежское соглашение о прекращении существования СССР и исключить из текста Конституции РСФСР упоминания о Конституции и законах СССР.
В Конституцию были внесены поправки об изменения наименования государства «Российская Советская Федеративная Социалистическая Республика (РСФСР)» на наименование «Российская Федерация — Россия». В Конституцию была внесена поправка, преобразовавшая Адыгейскую, Горно-Алтайскую, Карачаево-Черкесскую и Хакасскую автономные области в республики в составе Российской Федерации (РСФСР). Также была внесена поправка, переименовавшая ряд регионов: Ленинград был переименован в Санкт-Петербург, Горьковская область — в Нижегородскую, Калининская — в Тверскую, Куйбышевская — в Самарскую. Съезд изменил формулировку статьи 165 Конституции (формула «Конституционный Суд РСФСР является высшим судебным органом конституционного контроля в РСФСР, осуществляющим судебную власть в форме конституционного судопроизводства» заменена на «Конституционный Суд Российской Федерации — высший орган судебной власти по защите конституционного строя». Съезд также дополнил Конституцию новой статьёй 165-1, которая конкретизировала функции Конституционного Суда.

### VII съезд народных депутатов РФ
1 — 14 декабря 1992 года
Фракции
- Аграрный союз России: 148 депутатов
- Коммунисты России: 80 депутатов
- Демократическая Россия: 75 депутатов
- Свободная Россия: 58 депутатов
- Отчизна: 54 депутата
- Промышленный союз: 54 депутата
- Левый центр — Сотрудничество: 53 депутата (создана 14.12.1992 во время съезда)
- Объединённая фракция РПРФ-СДПР — Левый центр: 53 депутата (распалась 14.12.1992 во время съезда)
- Смена — новая политика: 53 депутата
- Рабочий союз России — реформы без шока: 52 депутата
- Родина: 52 депутата
- Согласие ради прогресса: 51 депутат
- Радикальные демократы: 50 депутатов
- Сотрудничество: 50 депутатов (распалась 14.12.1992 во время съезда)
- Россия: 46 депутатов
- Беспартийные депутаты: 36 депутатов (распалась 14.12.1992 во время съезда)
- Гражданское общество: 28 депутатов (распалась 14.12.1992 во время съезда).

Депутатские группы
- Суверенитет и равенство: 50 депутатов

В ответ на резкую критику правительства Ельцина — Гайдара, отказ продлить дополнительные полномочия президента и утвердить назначение Е. Т. Гайдара председателем правительства президент Ельцин впервые угрожает Съезду всенародным референдумом по вопросу о доверии. Съезд принимает поправки в Конституцию, ограничивающие полномочия президента. В результате достигнутого компромисса Съезд назначает на 12 марта 1993 года референдум по основным положениям новой Конституции и замораживает часть только что принятых поправок к Конституции, ограничивающих полномочия президента. Съезд утверждает В. С. Черномырдина в должности председателя Совета Министров. В России начинается конституционный кризис, продлившийся до конца 1993 года.
Обращение в Конституционный суд по поводу незаконной ратификации Беловежского соглашения Верховным Советом 12 декабря 1991 года. Разделение Чечено-Ингушской Республики (Чечено-Ингушской АССР) на Ингушскую республику и Чеченскую республику.

### VIII Съезд народных депутатов РФ (Внеочередной)
10 — 13 марта 1993 года
Фракции
- Аграрный союз России: 130 депутатов
- Коммунисты России: 67 депутатов
- Левый центр — Сотрудничество: 62 депутата
- Родина: 57 депутатов
- Свободная Россия: 55 депутатов
- Согласие ради прогресса: 54 депутата
- Рабочий союз России — реформы без шока: 53 депутата
- Смена — новая политика: 53 депутата
- Промышленный союз: 52 депутата
- Отчизна: 51 депутат
- Радикальные демократы: 50 депутатов
- Демократическая Россия: 49 депутатов
- Россия: 43 депутата

Депутатские группы
- Суверенитет и равенство: 50 депутатов

Съезд в полном объёме вводит в действие поправки к Конституции, ограничивающие полномочия президента, и отменяет референдум. Председатель Верховного Совета Руслан Хасбулатов характеризует декабрьский компромисс 1992 года словами «бес попутал».

### IX Съезд народных депутатов РФ (Внеочередной)
26 — 29 марта 1993 года
Фракции
- Аграрный союз России: 129 депутатов
- Коммунисты России: 65 депутатов
- Левый центр — Сотрудничество: 61 депутат
- Свободная Россия: 56 депутатов
- Россия: 55 депутатов
- Промышленный союз: 52 депутата
- Рабочий союз России — реформы без шока: 52 депутата
- Отчизна: 51 депутат
- Смена — новая политика: 50 депутатов
- Радикальные демократы: 50 депутатов
- Демократическая Россия: 49 депутатов

Депутатские группы
- Реформа армии: 180 депутатов
- Свобода слова: 76 депутатов
- Суверенитет и равенство: 50 депутатов

Съезд был созван в связи с телеобращением президента Ельцина, в котором тот объявил о введении «особого порядка управления» страной. Конституционный суд признал действия Ельцина, связанные с телеобращением, неконституционными, однако, как выяснилось позже, неконституционный указ, о котором объявил президент, так и не был подписан. Съезд предпринял попытку отрешения Б. Н. Ельцина от должности президента. Одновременно состоялось голосование об отставке председателя Верховного Совета Р. И. Хасбулатова. Ни то, ни другое предложение не прошло. После этого Съезд назначает на 25 апреля всенародный референдум о досрочных перевыборах президента и Съезда народных депутатов и о доверии социально-экономической политике президента.

### X внеочередной (чрезвычайный) Съезд народных депутатов РФ
23 сентября — 4 октября 1993 года
Присутствовало 689 депутатов (при кворуме в 628). Съезд утвердил решение Верховного Совета о прекращении президентских полномочий Б. Н. Ельцина и переходе их к вице-президенту А. В. Руцкому, охарактеризовал действия Ельцина как государственный переворот, назначил альтернативных силовых министров. Съезд постановил провести не позднее марта 1994 года досрочные выборы президента и народных депутатов. Дом Советов России, превратившийся в штаб сопротивления, был блокирован силами МВД.
3 октября демонстранты прорвали блокаду, после чего сторонники Верховного Совета взяли штурмом здание московской мэрии и попытались захватить телецентр «Останкино». 4 октября введённые в Москву танки приступили к обстрелу здания парламента. Съезд народных депутатов прекратил работу, его участники покинули здание, приняв обращение к гражданам России, при этом Р. И. Хасбулатов, А. В. Руцкой и альтернативные министры силовых ведомств были взяты под стражу.
После этого советская республика, верховным органом которой являлся Съезд, была полностью ликвидирована.

## Последовавшие события
12 декабря 1993 года в результате всенародного голосования была принята новая Конституция Российской Федерации (за — 58,4 % при уровне явки 54,8 %), одновременно был избран новый двухпалатный парламент — Федеральное Собрание.
Государственная дума на своей первой сессии (11 января — 23 февраля 1994 года) объявила политическую амнистию участникам событий августа 1991 и сентября — октября 1993 гг.
26 февраля 1994 года постановление об амнистии было исполнено Генеральным прокурором А. И. Казанником и директором ФСК Н. М. Голушко.
9 марта 1994 года руководитель Администрации президента РФ С. А. Филатов утвердил список 151 депутата, которые участвовали в работе парламента вплоть до 3 октября 1993 года и были лишены за это президентских социальных льгот (22 апреля 1994 года указом президента льготы были распространены на всех депутатов — таким образом, «чёрный список» был отменён).